# Vestido da vingança
O Vestido da vingança (Revenge dress) é um vestido que foi usado uma vez por Diana, Princesa de Gales. Ele foi usado pela primeira vez em um jantar de 1994 na Serpentine Gallery no Parque Real Kensington Gardens, em Londres, Inglaterra. O vestido foi interpretado como tendo sido usado "em vingança" pela admissão televisionada de adultério por seu marido, Charles, Príncipe de Gales.

## História
O evento para o qual o vestido foi usado foi um jantar de arrecadação de fundos, em 29 de junho de 1994, oferecido pela revista Vanity Fair para a Serpentine Gallery, localizado no Parque Real Kensington Gardens, em Londres, Inglaterra. Diana havia originalmente recusado o convite para o jantar. No entanto, dois dias antes do jantar, após vários dias de publicidade das revelações de infidelidade de Charles, ela aceitou o convite. O jantar foi realizado na noite em que foi transmitido um programa de televisão sobre seu marido Charles, Príncipe de Gales, no qual ele admitia ter sido infiel a ela após seu casamento ter "rompido irremediavelmente". Charles e Diana haviam se separado dois anos antes da transmissão do programa. A biógrafa de Diana, Sarah Bradford, escreveu que Diana "fingiu indiferença" em relação ao programa.
Diana foi vista usando o vestido após sair de seu carro e ser saudada por Lord Palumbo, presidente dos curadores da Serpentine Gallery, antes de entrar na Serpentine Gallery. O fotógrafo que capturou Diana chegando ao evento, Tim Graham, disse que sua chegada durou apenas 30 segundos no total, e que Diana sabia que um grande número de fotógrafos estaria presente após as revelações de seu marido. Palumbo mais tarde lembrou que Diana "saltou do carro daquela maneira maravilhosamente atlética que ela tinha".

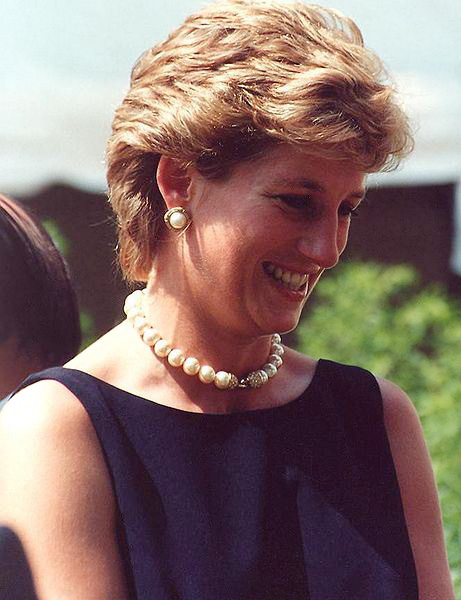
Princesa Diana em 1995

Após o jantar, o vestido foi descrito como o "Vestido Vou Te Mostrar", o "Cocktail Dress da Serpentine" e o "Vestido da Vendeta", bem como o "Vestido da Vingança". Diana havia originalmente recusado o convite para o jantar. Em seu livro de 2007, The Diana Chronicles, Tina Brown escreveu que o vestido de Diana ficou conhecido pelos editores de moda como "seu vestido do foda-se".
O vestido foi vendido em um leilão em julho de 1997 por £39.098. O vestido foi comprado por um casal escocês que planejava usá-lo para arrecadar dinheiro para instituições de caridade infantis. O vestido foi exibido no Museum of Style em Newbridge, na Irlanda, em sua exposição de 2017 Diana: A Fashion Legacy, onde foi descrito como "o item mais importante". Penny Goldstone escreveu na revista Marie Claire, em 2020, que o vestido continua sendo um dos "estilos mais icônicos" de Diana.

## Repercussão
No dia seguinte ao evento, o jornal The Daily Telegraph escreveu que:
A princesa de Gales não tinha que jantar fora diante das câmeras de televisão na Serpentine Gallery na noite passada para evitar ver seu marido compartilhando sua alma com a nação na TV. Ela poderia ter assistido a um vídeo, jogado bridge, ou simplesmente lavado o cabelo e se aconchegado na cama... É incrível o que algumas pessoas fazem para evitar especulações na imprensa.
Elle Pithers, escrevendo para a revista Vogue, descreveu o vestido como o "progenitor de 'roupas de vingança'". Escrevendo para o The Daily Telegraph em 2020, Bethan Holt escreveu que o vestido abrangia "o ato de recuperar a narrativa", e foi o "exemplo moderno definitivo de vestimenta de vingança", em um artigo sobre mulheres que encontraram inspiração na escolha de Diana pelo vestido. Holt escreveu que "O inferno não tem fúria como uma mulher desprezada. Mas também: a moda não tem emoção maior do que quando é empregada com o propósito de expressar raiva, frieza ou uma dose despreocupada de 'olha o que você está perdendo'".

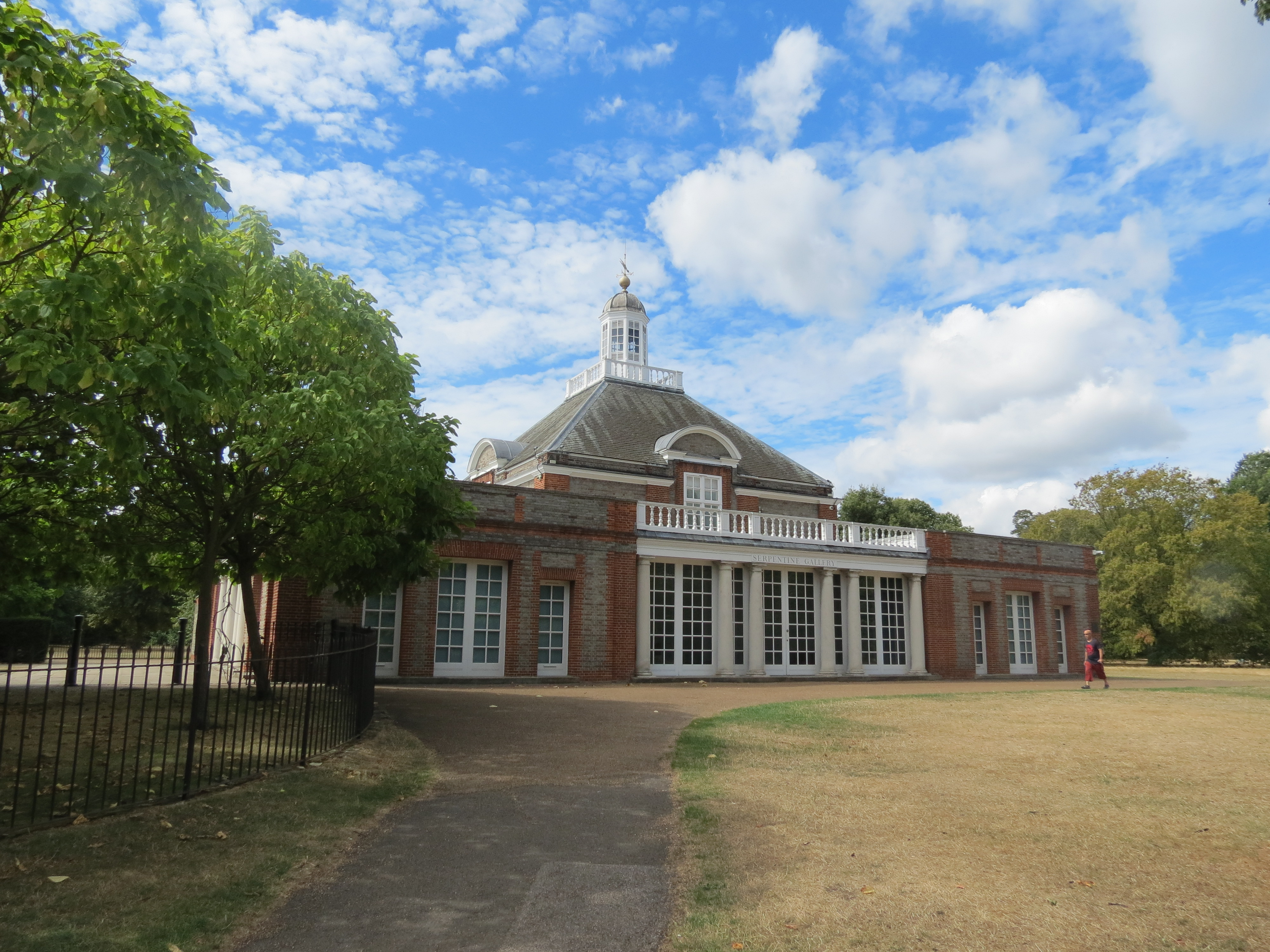
Serpentine Gallery em 2018

O vestido foi analisado por Caroline McCauley no livro Fashion, Agency, and Empowerment: Performing Agency, following Script, e foi interpretado como parte da alta costura de "vingança" de Diana após o rompimento de seu casamento com Charles, após anos de ter "fragmentos de um glamour sedutor escondido por uma pureza real adequada". Caroline McCauley escreveu que em vez de "encolher-se de vergonha" após a admissão de Charles, "Diana chegou em um vestido de seda preto que abraçava o corpo, com uma gargantilha de pérolas, escarpins pretos, e batom e esmalte escarlates". Georgina Howell, em seu livro de 1998, Diana, Her Life in Fashion, escreveu que o vestido era "possivelmente o vestido mais estratégico já usado por uma mulher nos tempos modernos", descrevendo-o como um "fiapo devastador de chiffon preto" com o qual Diana "tirou o marido das primeiras páginas" após a transmissão do programa. "A Emoção que Ele Deixou para Conquistar Camilla" foi a manchete do jornal The Sun dia seguinte.

## Design
O vestido, um vestido de gala tomara que caia de seda preta, foi desenhado por Christina Stambolian. Stambolian comparou a escolha de Diana por preto ao cisne negro Odile, no balé O Lago dos Cisnes, de Pyotr Ilyich Tchaikovsky, afirmando que Diana "escolheu não representar a cena como Odette, inocente, de branco. Ela interpretou como Odile. Ela estava claramente zangada." Diana teve o vestido por três anos antes de usá-lo, temendo que ele fosse muito "ousado". O vestido custou originalmente £900. Diana originalmente planejara usar um vestido Valentino antes de escolher o design de Stambolian. Anna Harvey, ex-estilista de Diana, disse que Diana "queria parecer um milhão de dólares... e pareceu".